# Aristide Garbini
Aristide Garbini est un acteur italien né en 1889 à Rome et mort le 3 février 1950 à Rome.

## Filmographie
- 1918 : La Jérusalem délivrée d'Enrico Guazzoni : Argante
- 1921 : La corolla di sangue d'Enrique Santos
- 1924 : Messaline d'Enrico Guazzoni : Narcisse
- 1929 : La Fille du désert : Ibrahim
- 1932 : Cinque a zero : Membro del Club
- 1934 : Ragazzo : Pugile
- 1934 : Vecchia guardia d'Alessandro Blasetti : L'huissier
- 1935 : Quei due
- 1936 : Aldebaran d'Alessandro Blasetti
- 1936 : Il re Burlone d'Enrico Guazzoni
- 1936 : Re di denari d'Enrico Guazzoni
- 1937 : Il dottor Antonio d'Enrico Guazzoni : Conspiratore
- 1938 : Il suo destino d'Enrico Guazzoni : Chiquito
- 1938 : Il conte di Bréchard : Grange
- 1939 : Battements de cœur : Il brigadiere di polizia
- 1939 : Ho visto brillare le stelle : Vasina
- 1939 : L'ospite di una notte
- 1939 : Le Ring enchanté : Sor Luigi
- 1939 : Papà per una notte : L'Autista
- 1939 : Uragano ai tropici
- 1940 : Antonio Meucci d'Enrico Guazzoni : Fleming
- 1940 : Giù il sipario
- 1940 : L'Intruse
- 1940 : L'uomo del romanzo
- 1940 : Le Salaire du péché (La peccatrice) : Battista (non crédité)
- 1940 : La prima donna che passa : Thibaut
- 1940 : Mare
- 1940 : Rose scarlatte
- 1940 : Taverna rossa : Cesarone
- 1940 : Two on a Vacation : le propriétaire de la trattoria
- 1941 : Il prigioniero di Santa Cruz : Rodriguez
- 1941 : Le Chevalier noir
- 1942 : Casanova farebbe così ! : Il maresciallo
- 1942 : Colpi di timone : le capitane de l'"Angiolina"
- 1942 : Giorno di nozze de Raffaello Matarazzo
- 1942 : I Live as I Please
- 1942 : Ma femme et son détective de Carlo Ludovico Bragaglia
- 1942 : Man of the Sea
- 1942 : Non ti pago !
- 1942 : Quatre Pas dans les nuages (Quattro passi tra le nuvole) d'Alessandro Blasetti : Giovanni (non crédité)
- 1942 : Son enfant : Falcone
- 1942 : Via delle Cinque Lune de Luigi Chiarini : Romolo
- 1943 : Nos rêves (I nostri sogni) de Vittorio Cottafavi : Il signor Fiocchi (non crédité)
- 1943 : Il birichino di papà de Raffaello Matarazzo
- 1943 : Le Diamant mystérieux de Mario Mattoli : Pasquale
- 1944 : In cerca di felicità
- 1944 : La fornarina : Cola
- 1944 : Les enfants nous regardent de Vittorio De Sica
- 1944 : Nebbie sul mare : le capitaine du navire
- 1945 : Il ratto delle sabine : Bartolomeo
- 1947 : Fiamme sul mare : Parodi
- 1947 : Fumerie d'opium de Raffaello Matarazzo (non crédité)
- 1947 : Genoveffa di Brabante : Carceriere
- 1947 : Le Passeur
- 1948 : Une nuit de folie à l'opéra (non crédité)
- 1949 : Yvonne la Nuit de Giuseppe Amato : Filippo (non crédité)
- 1950 : Ring Around the Clock : Bruno
- 1950 : Santo disonore : Gaetano